# Ринхозавры
Ринхозавры (лат. Rhynchosauria, от др.-греч. ῥύγχος — клюв и σαῦρος — ящер) — отряд архозавроморф, живших в триасовом периоде. Растительноядные, с бочкообразным телом и мощным клювом.

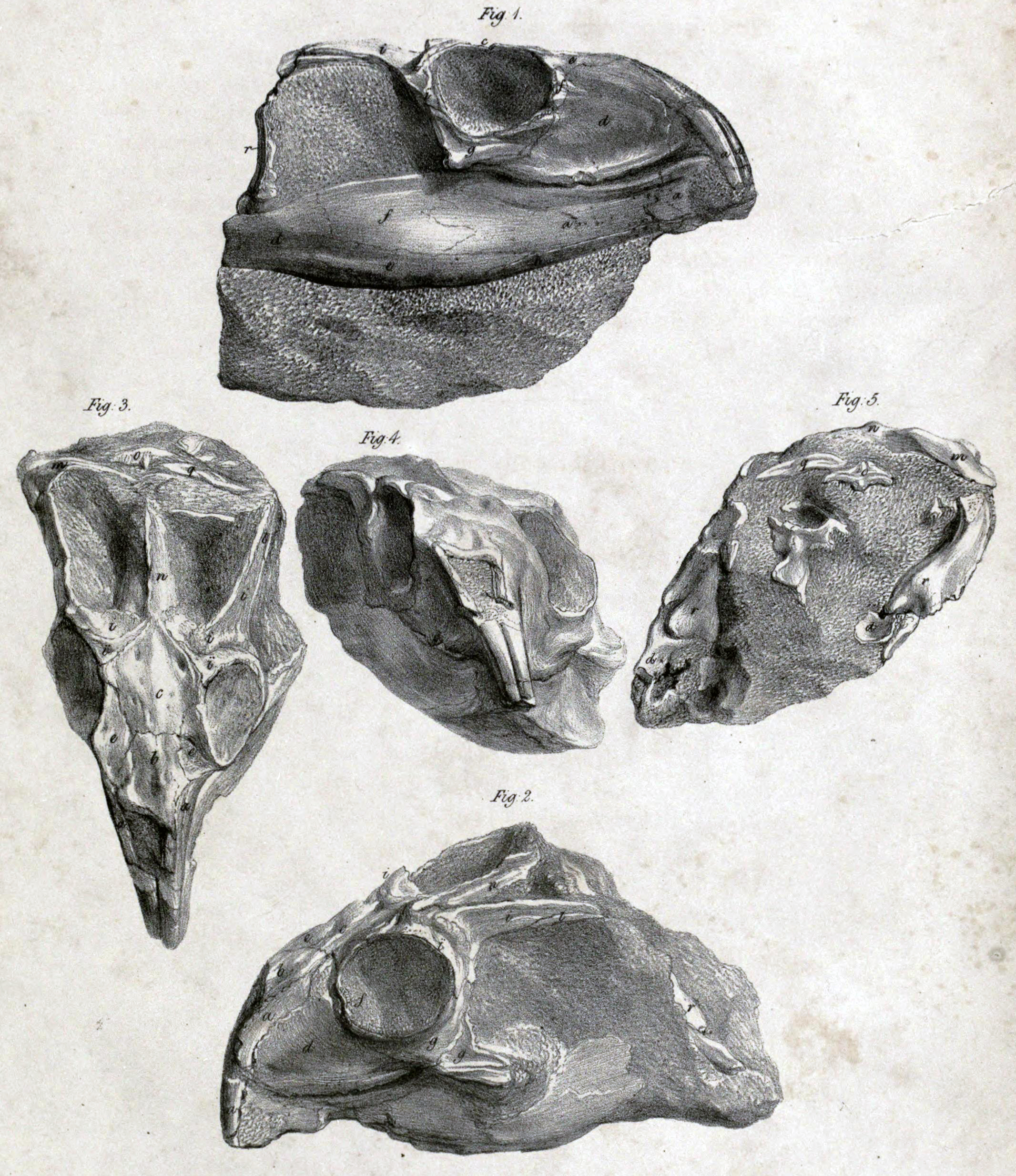
Череп Rhynchosaurus articeps

Ранние примитивные формы (такие, как Mesosuchus и Howesia) весьма похожи на ящериц. В более поздних и продвинутых формах череп становится короче, приобретает треугольную форму, ширина в задней части становится больше длины. Сильно развита аддукторная мускулатура челюсти. Текодонтный тип крепления зубов сменяется на анкилотекодонтный.
Задние ноги снабжены массивными когтями, вероятно, для выкапывания корней и клубней.
Подобно многим животным своего времени имели глобальное распространение, по всей Пангее. Являлись одним из главных компонентов фауны в среднем триасе. Вымерли, вероятно, из-за изменения растительности и конкуренции с ранними динозаврами.
На основании сходства черепа и зубов длительное время считались родственниками клювоголовых.
У некоторых поздних видов есть только одна ноздря. Поздние представители были очень похожи на дицинодонтов и, возможно, именно они вытеснили последних, заняв потом ту же экологическую нишу.

## Классификация
Традиционная классификация:
- Роды incertae sedis
  - Род Ammorhynchus
  - Род Mesosuchus
- Семейство Hyperodapedontidae
- Подотряд Mesosuchidia
  - Семейство Mesosuchidae
- Подотряд Rhynchosauroidea
  - Семейство Howesiidae
  - Семейство Rhynchosauridae

В более поздней классификации от большинства таксонов промежуточных рангов отказались. По данным сайта Paleobiology Database, на сентябрь 2019 года выделяют всего 1 вымершее семейство и 5 вымерших родов вне его:
- Роды incertae sedis

- Род Colobops Pritchard et al., 2018 (1 вид)
- Род Eohyosaurus Butler et al., 2015 (1 вид)
- Род Howesia Broom, 1905 (1 вид)
- Род Mesosuchus Watson, 1912 — Мезозух (1 вид)
- Род Noteosuchus Broom, 1925 [syn. Eosuchus Watson, 1912] (1 вид)

- Семейство Rhynchosauridae Huxley, 1887 [syn. Rhynchosaurida Huxley, 1887, Rhyncosauridae Huxley, 1887, orth. var.]

- Род Bentonyx Langer et al., 2010 (1 вид)
- Род Eifelosaurus Jaekel, 1904 (1 вид)
- Род Fodonyx Hone & Benton, 2008 (1 вид)
- Род Langeronyx Ezcurra et al., 2016 (1 вид)
- Род Rhynchosaurus Owen, 1842 (1 вид)

- Подсемейство Hyperodapedontinae Chatterjee, 1969

- Род Beesiiwo Fitch et al., 2023 (1 вид)
- Род Hyperodapedon Huxley, 1859 — Гиперодапедоны (7 видов)
- Род Isalorhynchus Buffetaut, 1983 (1 вид)
- Род Macrocephalosaurus Tupi Caldas, 1933 (1 вид)
- Род Oryctorhynchus Sues, Fitch & Whatley, 2020 (1 вид)
- Род Supradapedon Chatterjee, 1980 (1 вид)
- Род Teyumbaita Montefeltro et al., 2010 (1 вид)

- Подсемейство Stenaulorhynchinae Kuhn, 1933

- Род Ammorhynchus Nesbitt & Whatley, 2004 (1 вид)
- Род Brasinorhynchus Schultz et al., 2016 (1 вид)
- Род Mesodapedon Chatterjee, 1980 (1 вид)
- Род Stenaulorhynchus Haughton, 1932 (2 вида)